# Richard Palliser
Richard David Palliser, né le 18 septembre 1981, est un joueur d’échecs anglais et écrivain sur ce thème, qui détient le titre de maître international.

## Carrière
Richard Palliser est lauréat d’un prix spécial de la Fédération des échecs britannique récompensant un jeune joueur pour ses performances. Il a été co-champion de Grande-Bretagne de parties rapides en 2006 et, en 2019, il a terminé troisième du championnat britannique. En plus d'être un joueur de tournois et de matchs actif, c’est un écrivain d’échecs expérimenté (réputé pour sa vaste connaissance théorique), qui publie régulièrement chez Everyman Chess. Cette maison d'édition l’emploie également comme éditeur et consultant. Il a notamment publié le best-seller The Complete Chess Workout.